# 無線モジュール
無線モジュール（むせんモジュール）は、電子部品の一種である。

一般に無線チップと周辺回路を小型の基板に実装しているものをいう。
基板にソフトウェアを搭載して市販流通させているメーカーがある。

無線チップから自力で設計ないし調達するのに比べて、
市販の無線モジュールは廉価であり労力を必要としないことが知られている。